# 玛丽昂·贝克尔
玛丽昂·贝克尔（德語：Marion Becker，1950年1月21日—），罗马尼亚、德国女子田径运动员。她曾代表罗马尼亚、西德参加1972年和1976年夏季奥林匹克运动会田径比赛，其中1976年奥运会获得一枚银牌。